# Herbert Van de Sompel
Herbert Van de Sompel (Gant, Bèlgica, 20 de març de 1957) és un bibliotecari, informàtic i músic belga, conegut sobretot pel seu paper en el desenvolupament de l'Open Archives Initiative (OAI) i estàndards com OpenURL, Object Reuse and Exchange i el Open Archives Initiative Protocol for Metadata Harvesting.
A través de la seva tesi doctoral, l'any 2000 Van de Sompel va desenvolupar la idea de l'enllaç dinàmic i sensible al context dels recursos d'informació acadèmica. En aquest treball, analitzà els "conceptes subjacents al marc OpenURL per a l'enllaç de referència oberta a l'entorn d'informació acadèmica basat en web". El marc OpenURL de Van de Sompel va permetre el desenvolupament de programari conegut com a solucionador d'enllaços que prenen metadades sobre una font i intenteu trobar-ne el text complet. Els serveis web de resolució d'enllaços s'han utilitzat àmpliament a les biblioteques acadèmiques. La seva tesi doctoral i el desenvolupament posterior de l'estàndard OpenURL van portar al desenvolupament i la comercialització del resolutor d'enllaços SFX i una sèrie de productes per a biblioteques utilitzant aquest enfocament iniciat per Van de Sompel.
L'any 2006, Van de Sompel va ser nomenat el primer destinatari del 'premi SPARC Innovator per la Scholarly Publishing and Academic Resources Coalition (SPARC)' per iniciar l'Open Archives Initiative (OAI) i el marc obert d'enllaços de referència (OpenURL). El 2017, Van de Sompel va rebre el 'premi Paul Evan Peters de la Coalition for Networked Information (CNI)'. Des de 2002 fins a finals de 2018, Van de Sompel va ocupar càrrecs a la Biblioteca de Recerca del Laboratori Nacional de Los Alamos, inclòs com a líder de l'equip de recerca i prototipatge de la biblioteca digital.[1] Un treball destacat inclou el 'Projecte Memento', que pretén facilitar l'accés al contingut web arxivat com visitar les pàgines web actuals. Des del 2019 fins a principis del 2021, va exercir com a director d'innovació del Data Archiver and Networked Services (DANS) als Països Baixos.
Encara que Van de Sompel és més conegut pel seu treball com a informàtic, aquest també s'ocupà de fer música en un moment anterior de la seva trajectòria vital, incloent dos àlbums, "Unploughed" i "Not a Festschrift- Geschnitzte Figuren", amb el seu grup, 'Young Farmers Claim Future'.